# Domingo La Ripa
Domingo La Ripa (Hecho, Aragón; 1622–¿?, 1696) fue un religioso benedictino y brevemente cronista mayor de Aragón.

## Vida
Se doctoró en Artes y obtuvo la maestría de Teología por la Universidad de Huesca, donde estudió gracias a una beca del Colegio mayor de San Vicente. Durante seis años fue docente en la universidad en una cátedra de Teología, donde perfeccionó su retórica, lo que emplearía más tarde en sus famosos sermones. En 1640, con 28 años, tomó el hábito en el monasterio benedictino de San Juan de la Peña, pasando posteriormente a ocupar diversos cargos como prior mayor, enfermero, limosnero, vicario, examinador sinodal del obispado de Jaca y visitador de su congregación.
Durante su estancia e San Juan de la Peña se interesó por el estudio de la historia, lo que llevó a que durante su representación como síndico de su monasterio en las Cortes de Zaragoza de 1686 recibiese el cargo de cronista mayor de Aragón ad honorem. Más que un cargo se trataba de un honor, ya que no le correspondían salario o privilegios, pero fueron un importante reconocimiento para sus dos obras publicadas.

## Obra
Su obra fue encargada por la Diputación del Reino en disputa con José Moret y Mendi, primer cronista oficial del Reino de Navarra. Moret se había burlado de la existencia del reino de Sobrarbe, sobre todo tal como había sido relatado por los historiadores Jerónimo de Blancas y Juan Briz Martínez. Según Moret, el reino no había existido, «el encantado reino de quien no solo el título real pero ni el nombre encuentran tantos ejércitos que le pasan, tantas plumas de escritores que corriéndole le desconocen, tantos archivos y cartas reales que le ignoran». Dentro de la polémica de los orígenes orígenes godos o  montañeses de los españoles, Moret reivindicaba el origen en el Reino de Pamplona, frente al de Sobrarbe, y defendiendo el monasterio de Leire, frente al monasterio de San Juan de la Peña. De esta forma alejaba el origen de Navarra de Aragón y lo acercaba a los vascos.
- Defensa histórica: por la antigüedad del Reyno de Sobrarbe (Zaragoza, 1675)
- Corona Real del Pirineo, establecida y disputada. Dedicada a la Ilustrísima Diputación del Reyno de Aragón (Zaragoza, 1685 y 1686)